# Géraud de Cordemoy
Géraud de Cordemoy (París, 1620 o octubre de 1626 — París, octubre de 1684) fou un filòsof francès dedicat a la metafísica. Favorable al dualisme i seguidor de Descartes, afirmava que l'home està compost per cos i ànima, essent la segona superior, però creia que la unió era circumstancial, afavorida per Déu. També és Déu qui permet que l'ésser humà tingui el llenguatge, que és tan complex que no pot ser fruit de mecanicismes i, per tant, evita la caiguda en el solipsisme: hom sap que els altres existeixen com a ànimes independents i reals perquè existeix comunicació entre els subjectes i aquesta és massa complicada com no dependre de la voluntat i la intel·ligència. Les seves teories sobre el llenguatge influïren Noam Chomsky i Molière, entre d'altres.